# State Farm Insurance
State Farm Insurance este o companie americană de asigurări cu o cifră de afaceri de 59,22 miliarde $ și 68.000 de angajați.